# 黄乐小片
黄乐小片（根据《中国语言地图集》、《汉语官话方言研究》）是冀鲁官话沧惠片的一个分支，分布在河北省东南部和山东省北部。该小片北邻冀鲁官话保唐片，西与西南为石济片，东南为阳寿小片和章利片。

## 特征
1. 知系字二分，一部分读 /ʈʂ/ 组，一部分读 /ʦ/ 组与精组相混。这一点与毗邻的天津小片相似。
2. 河北的沧州、沧县、青县、泊头、孟村、盐山、黄骅、海兴和山东的庆云、无棣、博兴只有3个声调，阳平字读上声。这一点与毗邻的章利片相似。